# Северо-Восточный пограничный округ
Северо-Восточный пограничный округ — оперативно-стратегическое территориальное объединение Пограничных войск КГБ СССР и ФПС России.

## История формирования
В данном разделе указана история создания и развития пограничной стражи на северо-восточных рубежах Российской империи и СССР. Также приведена история созданий и преобразований формирований пограничной стражи охранявших северо-восточные рубежи.

### Период Российской империи
Экспансия Российской империи на свои будущие северо-восточные рубежи, которые составили Чукотский и Камчатский полуострова началась с 1648 года когда экспедиция Федота Алексеева и Семёна Дежнёва. В этой экспедиции был достигнут Берингов пролив и Чукотский полуостров.
В 1725—1730 и 1733—1741 годах в ходе Первой и Второй Камчатских экспедиций под руководством Витуса Беринга была изучена береговая линия Чукотского и Камчатского полуостровов.
В первой половине XVIII века в результате активного заселения Дальнего Востока, на Курильских островах и Сахалине появились первые русские поселения. Ввиду самоизоляции Японии не желавшей идти на международные контакты, принадлежность Сахалина и Курильских островов оставался нерешённым вопросом.
Основной упор политики Российской империи на Дальнем Востоке делался на военное присутствие и заселение Русской Америки, включавшая Аляску, Алеутские острова, архипелаг Александра, которое началось со второй половины XVIII века.
В 1799 году для охраны северо-восточных рубежей из Петербурга в Охотск была отправлена группа кораблей для формирования Тихоокеанской эскадры. Она состояла из 3 фрегатов и 3 малых кораблей. С кораблями прибыл пехотный полк для охраны русских поселений и обороны побережья. В связи с крайней малочисленностью прибывших войск и огромной протяжённости береговой линии, охрана поселений на Чукотке, Камчатке и морском побережье Якутии оставалась под вопросом.
Первый международный договор по разграничению северо-восточных рубежей Российской империи, в ходе которых был определён статус спорных территорий с США, был подписан 5 апреля 1824 года в Петербурге. Российско-британский договор 16 февраля 1825 года утвердил границу Аляски с Канадой.
В начале XIX века побережье Камчатского полуострова было взято под пограничную стражу, находившуюся в ведении Морского управления, которому были переподчинены все казачьи формирования находившиеся на полуострове.
В августе 1854 года произошло сражение англо-французского флота и гарнизона Петропавловска, в ходе которого войска пограничной стражи (Сибирский линейный батальон) входившие в состав гарнизона, вступили в бой с преобладающим по численности противником.
В 1867 году в связи с продажей Русской Америки властям США, новым договором была определена граница между Российской империей и США по Берингову проливу и принадлежность островов в проливе и в Беринговом море.
Указом Александра III от 15 октября 1893 года на основе пограничной стражи департамента таможенных сборов Министерства финансов был сформирован Отдельный корпус пограничной стражи (ОКПС), который организационно упорядочил охрану границы. Данная реформа не коснулась войск Сибирского и Забайкальского казачьего войска, которые не входя в ОКПС продолжали охрану границы на участке от Семиречья до Дальнего Востока вплоть до 1917 года.
Исключение касалось только охраны Китайской восточной железной дороги для которой в составе ОКПС был сформирован Заамурский округ.

### Межвоенный период
6 апреля 1920 года на съезде трудящихся Прибайкалья в Верхнеудинске провозглашена Дальневосточная республика (ДВР). На момент образования ДВР включала в себя Амурскую, Забайкальскую, Камчатскую, Приморскую и Сахалинскую области РСФСР, территории которых совпадали с соответствующими областями Российской империи.
19 декабря 1920 года приказом по ДВР были созданы первые пограничные районы.
24 июля 1921 года Главнокомандующий вооружёнными силами ДВР Василий Блюхер отдал приказ об упорядочении охраны границ Дальневосточной республики.
3 декабря 1922 года Полномочное представительство ГПУ по Дальнему Востоку, находящееся в Чите, отдало распоряжение о направлении частей 5-й армии РККА на охрану границ.
Первоначально было создано 4 губернских участка: Забайкальский, Амурский, Приамурский и Приморский. Охрана осуществлялась силами 8 пограничных эскадронов и 2 отдельных стрелковых батальонов, переданных из состава 5-й Краснознамённой армии.
16 ноября 1922 года Дальневосточная республика была включена в состав РСФСР.
В феврале 1923 в Чите началось формирование Дальневосточного округа ГПУ.
25 февраля 1924 г приказом Начальника ОГПУ пограничные органы и войска объединены в единый аппарат пограничной охраны ОГПУ. Пограничные органы и войска переформированы в пограничные отряды, комендатуры и заставы.
27 апреля 1926 года был сформирован 60-й Камчатский пограничный отряд.
27 августа 1930 года приказом ОГПУ создано Управление пограничной охраны и войск Полномочного Представителя ОГПУ Восточно-Сибирского края (Восточно-Сибирский округ). Этой же датой охрана границы на границе восточнее Тувинской Народной Республики была разделена на Управление пограничных войск Восточно-Сибирского округа (Забайкалье) и Управление пограничных войск Дальневосточного округа.
Дальневосточный округ кроме охраны сухопутной границы с Китаем, также нёс ответственность за охрану советской половины острова Сахалин и побережья Тихого океана от Приморского края на юге, до территории современной Магаданской области включительно на севере (на тот исторический период — Камчатская область).
В октябре 1935 года 60-й Камчатский пограничный отряд переформирован в 60-й Камчатский морской пограничный отряд. 15 февраля 1936 года отряд награждён орденом Ленина.
8 марта 1939 года произошло разделение Управления пограничных войск НКВД Дальневосточного округа на Управление пограничных войск НКВД Приморского и Хабаровского округов. При разделении участков ответственности часть тихоокеанского побережья досталась Хабаровскому округу.
К началу Великой Отечественной войны состав Приморского округа НКВД, выполнявший охрану сухопутной и морской государственной границы Дальнего Востока, был следующим (отряды указаны в порядке следования с востока на запад и с юга на север):
- Управление пограничных войск Приморского округа — Владивосток
  - 59-й Посьетский Краснознамённый пограничный отряд — Приморская область;
  - 62-й морской пограничный отряд — Владивосток;
  - 69-й Ханкайский пограничный отряд — н. п. Комиссаровский, Уссурийская область;
  - 57-й Иманский ордена Трудового Красного Знамени пограничный отряд — Уссурийская область[12];
  - 58-й Гродековский Краснознамённый пограничный отряд — Уссурийская область[13];
  - 60-й ордена Ленина морской пограничный отряд — дислокация базы в Петропавловск-Камчатский, Камчатская область;
  - 61-й морской пограничный отряд — Магадан, Камчатская область;
  - Окружная школа младшего начсостава и другие подразделения — Владивосток.

Обширный участок государственной границы от северной части Курильских островов на юге, до Берингова пролива на севере — находился в зоне ответственности 60-го и 61-го пограничных отрядов.
Основная работа морской пограничной стражи, с момента её создания, в северной части Курильских островов и побережья Камчатки, начиная с 20-х годов, приходилась на постоянное противодействие многочисленным японским рыболовецким судам которые вели незаконный промысел лососёвых рыб в территориальных водах СССР. При этом психологическое давление на пограничников создавали эсминцы императорского флота, сопровождавшие рыболовецкие суда и создававшие провокации против советских пограничников

### Великая Отечественная война и советско-японская война
С началом боевых действий по всем пограничным округам НКВД произошла мобилизация военнослужащих на действующий фронт.
Из состава Хабаровского и Приморского округов в октябре 1942 года в Хабаровске была сформирована 102-я Дальневосточная стрелковая дивизия войск НКВД (к окончанию войны — 102-я стрелковая Дальневосточная Новгород-Северская ордена Ленина Краснознамённая ордена Суворова 2-й степени дивизия
В ночь с 8 на 9 августа 1945 года началась Маньчжурская операция в ходе которой пограничники Хабаровского округа и Приморского округа совместно с частями Красной армии перешли государственную границу и атаковали позиции японских и маньчжурских войск. Основной задачей поставленной перед пограничниками была охрана тыла войск и коммуникаций 1-го Дальневосточного и 2-го Дальневосточного фронтов.
Сторожевые корабли Приморского округа совместно с кораблями Тихоокеанского флота участвовали в боевых действиях на море. В основном боевая деятельность сводилась к высадке десантов на острова, занятые японскими войсками.
Корабли 60-го Камчатского морского пограничного отряда участвовали в освобождении Курильских островов от японских войск.
К 3 сентября участие пограничников в советско-японской войне закончилось.
За успешное участие в советско-японской войне следующие формирования Приморского округа НКВД были удостоены:
- почётных наименований:
  - 60-й Камчатский морской пограничный отряд — «Курильский»
  - 52-й Сахалинский пограничный отряд и дивизион сторожевых кораблей 62-го Владивостокского морского пограничного отряда — «Сахалинский»
  - 57-й Имановский пограничный отряд — «Уссурийский»
- Орден Красного Знамени:
  - 69-й Ханкайский пограничный отряд
  - 3-й отдельный авиационный пограничный полк
  - пограничный сторожевой корабль «Киров»
  - пограничный сторожевой корабль «Дзержинский» 60-го Камчатского морского пограничного отряда
- Орден Кутузова II степени:
  - 58-й Гродековский пограничный отряд
  - 59-й Хасанский пограничный отряд
- Орден Красной Звезды:
  - 58-й Гродековский Краснознамённый пограничный отряд

### Послевоенный период
20 августа 1945 года Управление пограничных войск Приморского округа НКВД было переформировано в Управление пограничных войск НКВД на Тихом океане. Управление находилось во Владивостоке.
В его составе 2 октября 1945 года были созданы Управления пограничных войск НКВД Сахалинского и Камчатского округов. В Камчатский округ был передан 60-й ордена Ленина морской пограничный отряд, для усиления которого в ноябре того же года был сформирован 22-й отдельный дивизион сторожевых кораблей.
В связи с огромной протяжённостью тихоокеанского побережья в течение 1945 −1946 годов, для усиления Управление пограничных войск НКВД на Тихом океане были передислоцированы с западной границы СССР 109-й Виленский, 110-й Кёнигсбергский, 114-й Рущукский и 116-й Рижский пограничные отряды. Из состава Хабаровского округа НКВД были переданы 52-й Сахалинский ордена Ленина морской пограничный отряд и 65-й морской пограничный отряд.
109-й Виленский пограничный отряд был создан 15 декабря 1945 года, на основе 13-го пограничного ордена Александра Невского полка Управления войск НКВД по охране тыла 3-го Белорусского фронта. Почётное наименование унаследовано от полка, которому оно присвоено за взятие Вильно. В зону ответственности отряда, подчинённого Камчатскому округу, были определены Курильские острова в северной части, в связи с чем отряд именовался Северо-Курильским.
110-й Кёнигсбергский пограничный отряд был создан 2 октября 1945 года на основе 33-го пограничного ордена Красной Звезды полка Управления войск НКВД по охране тыла 1-го Прибалтийского фронта. Полк после разгрома Германии участвовал в советско-японской войне. Почётное наименование унаследовано от полка, которому оно присвоено за взятие Кёнигсберга. В зону ответственности 110-го Кёнигсбергского отряда, подчинённого Камчатскому округу, было отведено побережье Чукотского полуострова.
2 июня 1953 года Управление пограничных войск МВД на Тихом океане было преобразовано в Управление пограничных войск МВД Тихоокеанского округа. Этой же датой Управление пограничных войск МВД Камчатского округа было переформировано в Оперативный Войсковой Отдел (ОВО) Управления пограничных войск Тихоокеанского округа.
7 февраля 1967 года 22-й отдельный дивизион сторожевых кораблей был укрупнён и переформирован в 7-ю отдельную бригаду сторожевых кораблей. 30 апреля 1975 года бригада награждена орденом Красного Знамени.
10 августа 1977 года 7-я отдельная бригада сторожевых кораблей была повторно укрупнена и переформирована в 1-ю дивизию пограничных сторожевых кораблей. Данное соединение являлось единственной дивизией в Истории пограничных войск КГБ СССР. Боевое знамя дивизии было вручено только 8 лет спустя в 1985 году.
В 1979 году произошло разукрупнение Тихоокеанского пограничного округа, в ходе которого был создан Камчатский пограничный округ с управлением в Петропавловск-Камчатский. Новому округу под управление отошли все соединения в Чукотском автономном округе (с 1980 года), Магаданской и Камчатской областей. При разделении Южные Курилы остались в зоне ответственности Тихоокеанского пограничного округа.
В связи с большой протяжённостью участка ответственности Отдельного Арктического пограничного отряда (более 7000 километров), пограничная застава «посёлок Шмидта» из его состава была передана в 1979 году в подчинение 110-го Кёнигсбергского пограничного отряда.
28 июня 1979 года в пограничном округе была сформирована отдельная рота связи, которая 16 января 1989 года переформирована в 140-й отдельный батальон связи.
После 1979 года и до распада СССР состав Камчатского пограничного округа не изменился.
1 декабря 1990 года приказом Председателя КГБ СССР Камчатский пограничный округ был переименован в Северо-Восточный пограничный округ.

### После распада СССР
В связи с тем что Тихоокеанский пограничный округ полностью дислоцировался на территории РСФСР, распад СССР не повлиял на его состав. Округ практически без изменений просуществовал до начала 1998 года.
8 декабря 1997 года Президентом Российской Федерации был принят указ «О дополнительных мерах по реформированию системы Федеральной Пограничной службы Российской Федерации». По данному указу все пограничные округа были упразднены.

## Состав округа

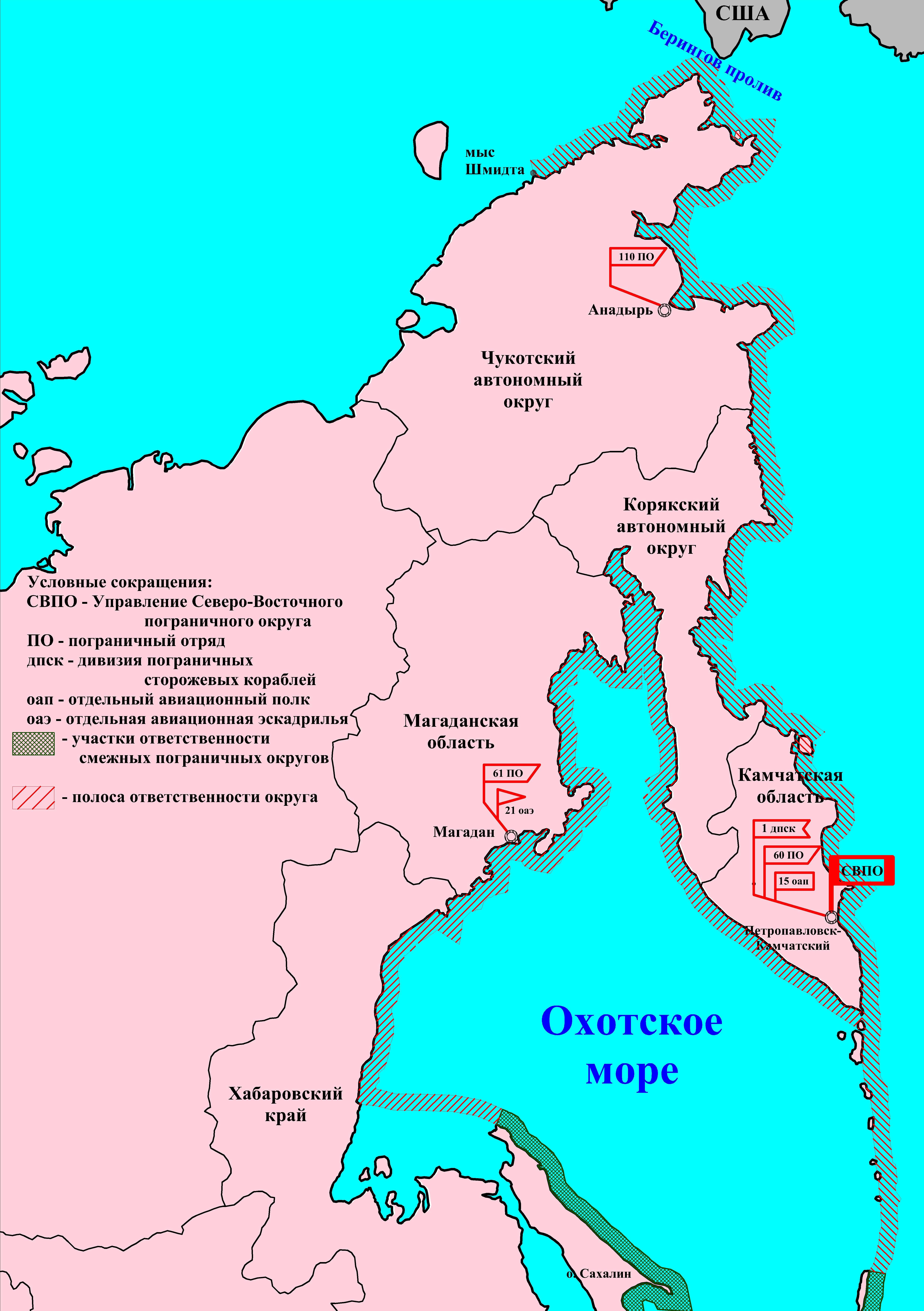
Северо-Восточный пограничный округ на 1991 год.
Расположение отрядов

Состав Северо-Восточного пограничного округа перед распадом СССР.
Отряды указаны по расположению управлений с юга на север, выделены почётные наименования формирований:
- Управление округа — Петропавловск-Камчатский
  - Комендатура управления округа (в/ч 9862) — Петропавловск-Камчатский
- 60-й орденов Ленина и Александра Невского Виленский Курильский пограничный отряд (в/ч 2069) — Петропавловск-Камчатский;
- 110-й Кёнигсбергский пограничный ордена Красной Звезды отряд (в/ч 2254) — Анадырь, Чукотский автономный округ;
- 61-й Магаданский пограничный отряд (в/ч 9841) — Магадан;
- 1-я Краснознамённая дивизия пограничных сторожевых кораблей (в/ч 2376) — Петропавловск-Камчатский;
- 15-й отдельный пограничный авиационный полк (в/ч 2151) — Петропавловск-Камчатский;
- 21-я отдельная пограничная авиационная эскадрилья (в/ч 9828) — Магадан;
- 140-й отдельный батальон связи (в/ч 9863) — Петропавловск-Камчатский;
- Окружной госпиталь (в/ч 2521) — Петропавловск-Камчатский;
- Военный склад (в/ч 2439) — Петропавловск-Камчатский;
- 8-й отдельный инженерно-строительный батальон (в/ч 9866) — Петропавловск-Камчатский.

## Начальники войск пограничного округа
Неполный список начальников войск пограничного округа:
- Управление пограничных войск Камчатского округа:
  - Павлов Иван Иванович — октябрь 1949 — сентябрь 1950;
  - Здорный Гурий Константинович — сентябрь 1950 — июнь 1953;
- Камчатский пограничный округ (с 1.12.1990 — Северо-Восточный):
  - Александров, Вил Александрович — июнь 1979 — ноябрь 1985;
  - Неверовский, Евгений Николаевич — ноябрь 1985 — февраль 1988;
  - Боганцев, Валентин Владимирович — февраль 1988 — март 1990;
  - Бекетов, Виктор Лаврентьевич — с марта 1990.